# Veias intercapitulares da mão
As veias intercapitulares da mão são veias da mão.